# Facteur 23 de croissance du fibroblaste
FGF23 est une protéine appartenant à la famille des facteurs de croissances des fibroblastes (« fibroblast growth factor 23 »). Son gène est FGF23 situé sur le chromosome 12 humain.

## Rôles
Il est exprimé dans les ostéocytes. Il diminue l'expression de plusieurs enzymes intervenant dans la synthèse de la vitamine D , il est très précocement augmenté lorsque les taux sanguins de phosphates sont élevés. Il diminue la réabsorption des phosphates urinaires par le rein, au niveau du tubule contourné proximal.
Il pourrait avoir un rôle dans la constitution d'une hypertrophie ventriculaire gauche, possiblement par le biais d'une augmentation du calcium intra-cellulaire. Cet effet semble cependant faible.

## En médecine
Son taux est abaissé dans plusieurs maladies comportant une hypophosphatémie dont l'hypophosphatémie liée au chromosome X, l'ostéomalacie tumorale et la dysplasie fibreuse.
Son taux peut être augmenté en cas d'hyperphosphatémie, avec augmentation de la synthèse de la vitamine D, calcifications du tissu mou et hyperostose.
Le burosumab est un anticorps monoclonal dirigé contre le FGF23 testé dans l'hypophosphatémie liée au chromosome X.

## Utilisation en tant que marqueur de risque
La concentration sanguine en FGF23 augmente en cas d'insuffisance rénale et son taux est corrélé avec la masse du ventricule gauche cardiaque,. Il semble être un marqueur de risque de mortalité chez les patients en insuffisance rénale chronique dialysée et de risque d'aggravation de l'insuffisance rénale chez les patients porteur d'une insuffisance rénale modérée.
Chez le patient coronarien, un taux élevé semble être corrélé avec un plus grand risque de survenue de maladies cardio-vasculaires et de mortalité.
Chez le tout-venant, il semble être un marqueur de risque de dysfonction cardiaque et de survenue de fibrillation auriculaire,.